# Puebla de Guzmán
Puebla de Guzmán is een gemeente in de Spaanse provincie Huelva in de regio Andalusië met een oppervlakte van 336 km². In 2007 telde Puebla de Guzmán 3193 inwoners.